# أندي غارسيا (لاعب كرة قدم)
أندي غارسيا (بالإسبانية: Andy Arnold García)‏ هو لاعب كرة قدم مكسيكي، (و. 1995  م). لعب مع نادي تولوكا.